# 간논인

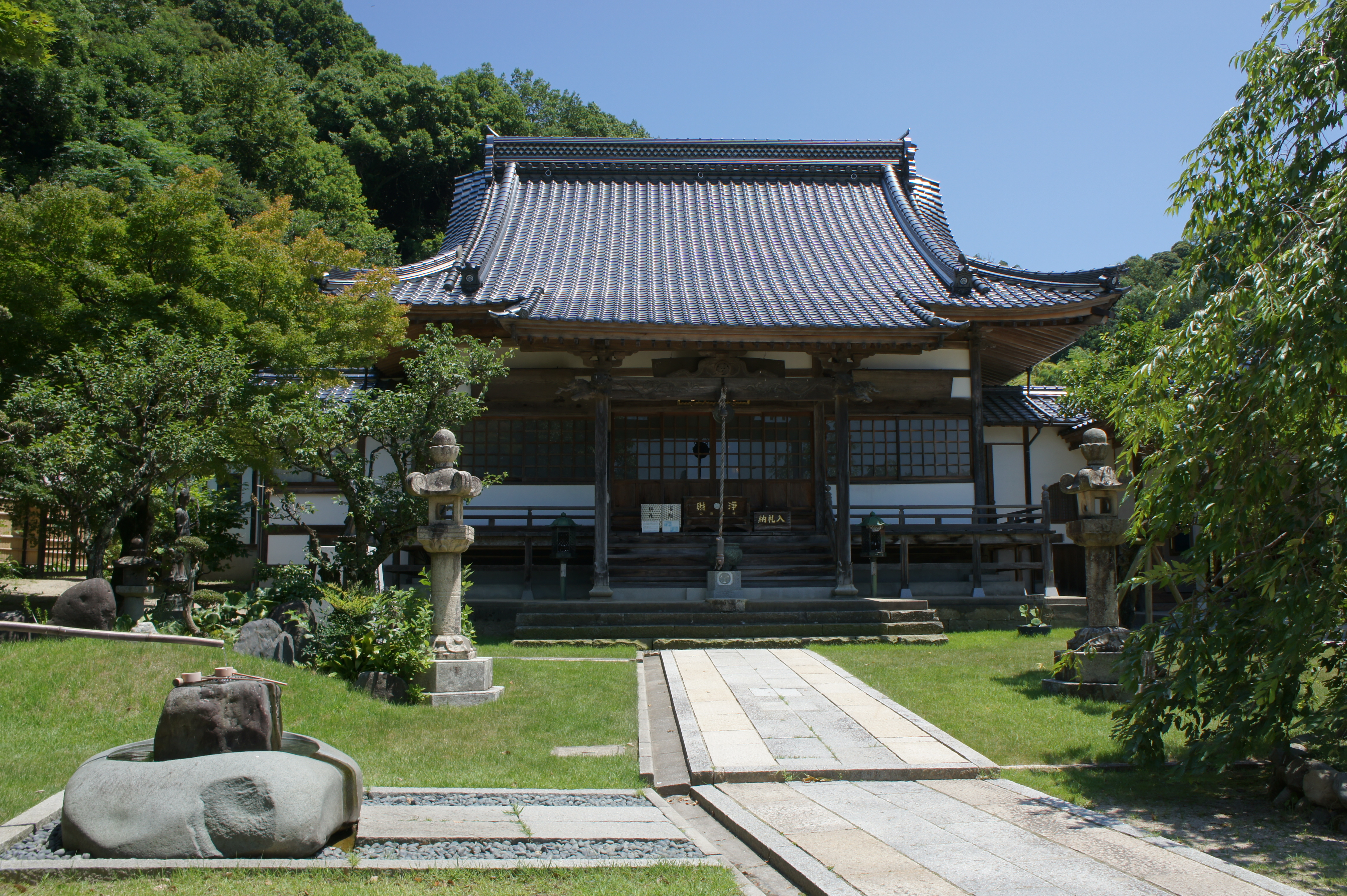
간논인 본당

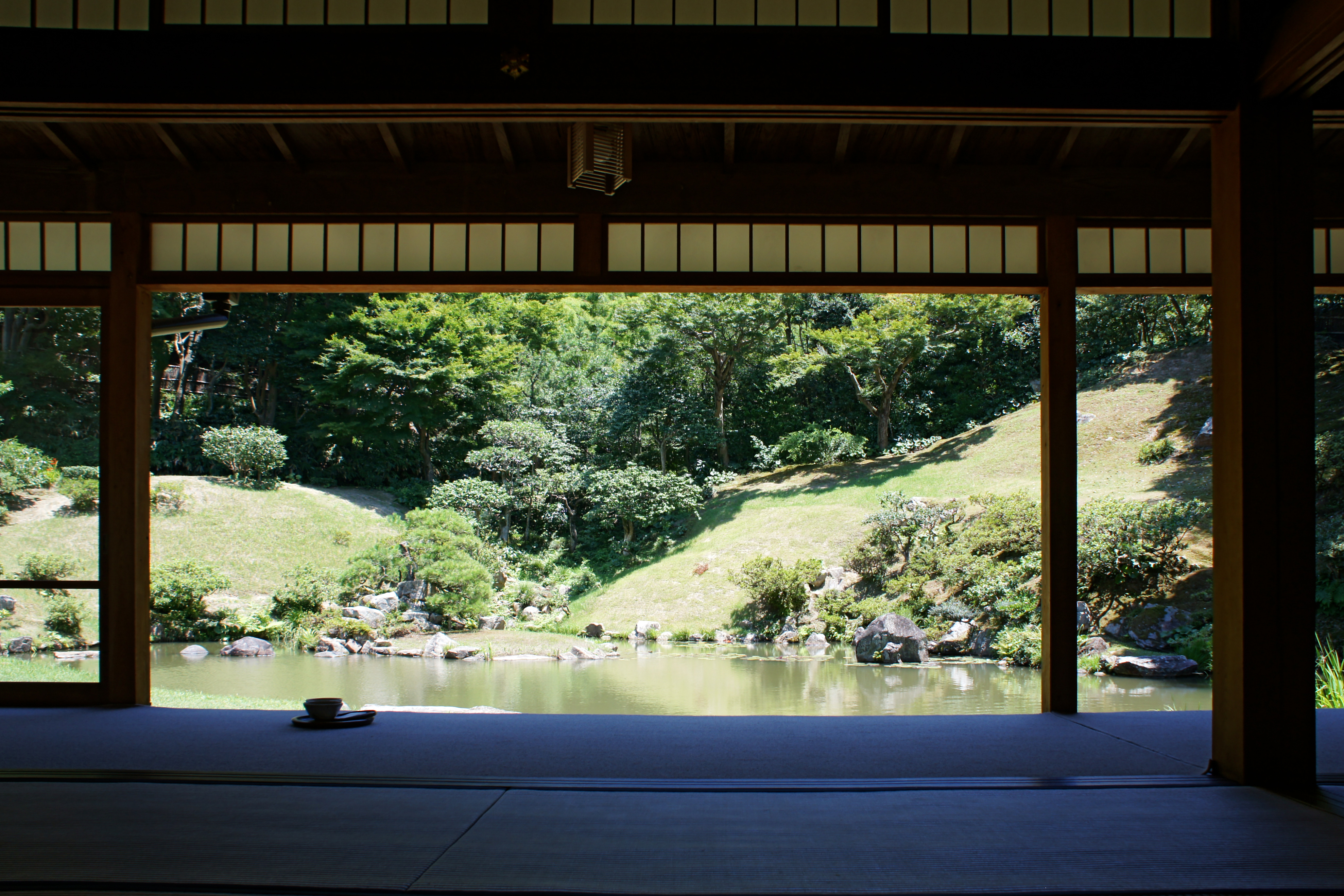
간논인 정원

간논인(観音院)은 일본 돗토리현 돗토리시에 있는 천태종 절이다. 절 내에는 정원이 있으며, 정원은 1650년부터 10년을 들여 경사지형을 살린 교토풍 봉래양식의 일본정원이다. 산기슭의 일부도 포함되어 있는 정원은 나라 명승으로 지정되어 있다.